# 白帝社
白帝社（はくていしゃ）は、日本の出版社。主に中国・韓国・日本語関係の研究書・辞典・教材・雑誌等を刊行する出版社である。

## 概要
来歴は白帝社のホームページに拠る。
1926年（大正15年）に奥村銀松により創業された。現在確認できる最古の出版物は1934年（昭和9年）のものであるが、その後は国語・国文学の出版が多い。その後、奥村の死去にともない一時出版を中止した。1975年（昭和50年）、同じ専門分野の出版社である株式会社桜楓社（現おうふう）内に事務所を置き、出版を再開。1977年（昭和52年）に豊島区目白において株式会社白帝社を設立。現在は池袋に移転、中国語教科書や中国学関連書籍を多数発行する。
社名は、創業者・奥村の出身地である愛知県にある犬山城の別名（白帝城）から採られたと伝わる。